# We Cum from Brooklyn
We Cum From Brooklyn est le premier album du groupe de rock finlandais Leningrad Cowboys, sorti en 1992. Ce groupe totalement déjanté réussi un bon premier album avec le succès : Those Were The Day.

## Titres
| No  | Titre                   | Durée |
| --- | ----------------------- | ----- |
| 1.  | Those Were The Day      |       |
| 2.  | Fat Boy Dollop          |       |
| 3.  | No Sense At All         |       |
| 4.  | Thru The Wire           |       |
| 5.  | Kasakka                 |       |
| 6.  | Sauna                   |       |
| 7.  | Katjusha                |       |
| 8.  | The Way I Walk          |       |
| 9.  | Monkey Hat              |       |
| 10. | I'm Gonna Roll          |       |
| 11. | Sally Is Something Else |       |
| 12. | Get On                  |       |
| 13. | Herzilein               |       |
| 14. | These Boots             |       |
| 15. | Back In The USSR        |       |